# Sporobolus helvolus
Sporobolus helvolus är en gräsart som först beskrevs av Carl Bernhard von Trinius, och fick sitt nu gällande namn av Théophile Alexis Durand och Schinz. Sporobolus helvolus ingår i släktet droppgräs, och familjen gräs. Inga underarter finns listade i Catalogue of Life.